# Płaśń

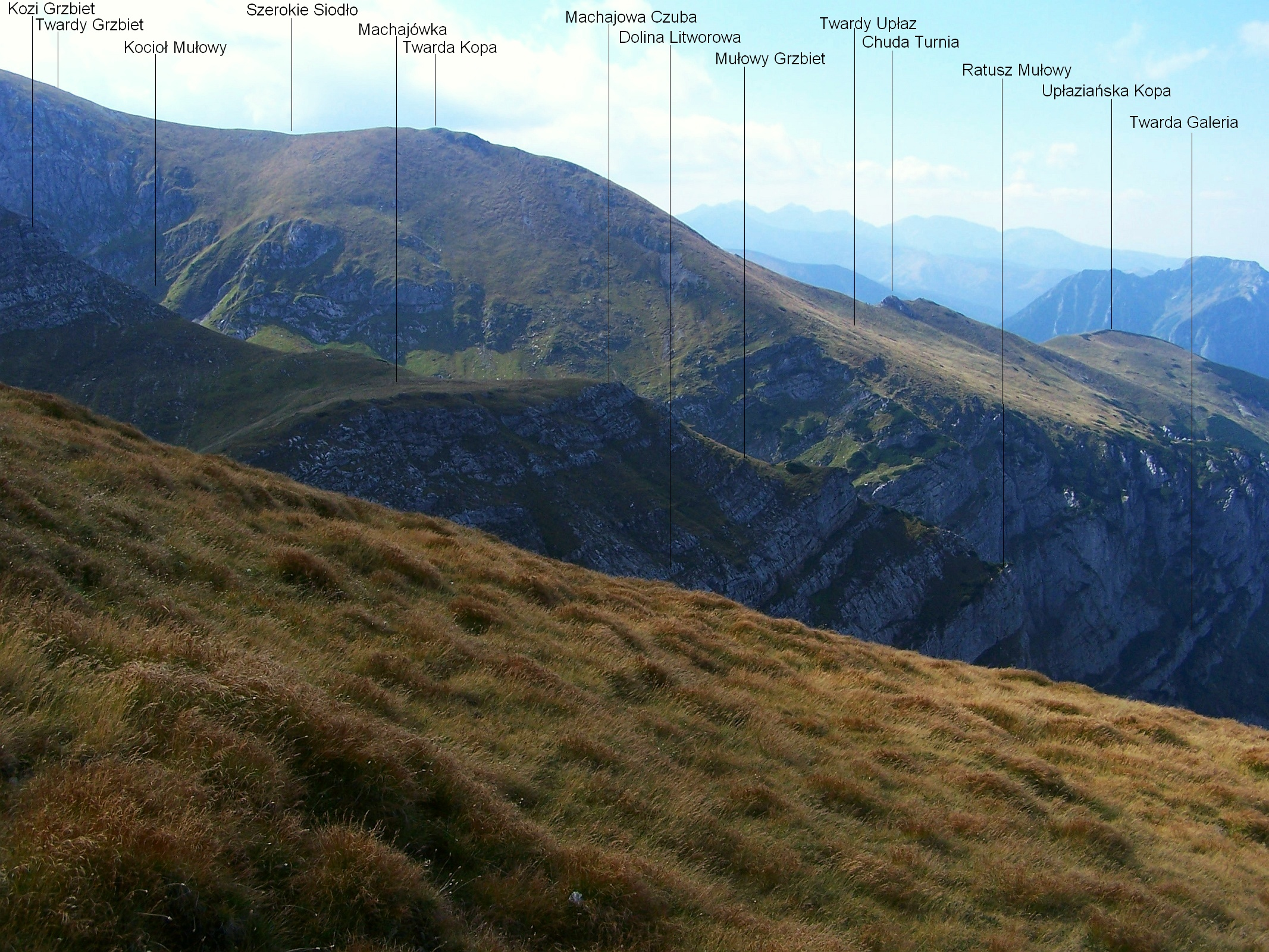
Machajówka w Tatrach jako przykład płaśni

Płaśń lub płaśnia – w taternictwie jest to rodzaj tarasu – płaskie lub nieco tylko pochyłe miejsce na skalnej ścianie, w żlebie, lub na grani, o nieregularnym zwykle kształcie. Płaśń może być skalista, piarżysta lub trawiasta.
W pasterstwie na Podhalu słowo płaśń miało podobne znaczenia, ale obejmowało także pochyły zwykle i trawiasty taras również na stoku góry lub w dnie doliny. Dawniej często budowano na nim szopy lub szałasy pasterskie.